# Lebanon (Dakota du Sud)
Pour les articles homonymes, voir Lebanon.
Lebanon est une municipalité américaine située dans le comté de Potter, dans l'État du Dakota du Sud. Selon le recensement de 2010, elle compte 47 habitants. La municipalité s'étend sur 0,53 milles carrés (1,37 km2).
La localité est d'abord appelée Webb, en l'honneur d'un homme d'affaires de l'État de New York, qui demande à ce qu'elle soit renommée Lebanon en référence au Liban ou à Lebanon (New York).

## Démographie
| 1920 | 1930 | 1940 | 1950 | 1960 | 1970 |
| ---- | ---- | ---- | ---- | ---- | ---- |
| 325  | 334  | 310  | 215  | 198  | 182  |

| 1980 | 1990 | 2000 | 2010 | - | - |
| ---- | ---- | ---- | ---- | - | - |
| 129  | 115  | 86   | 47   | - | - |